# کیبل‌چیچ (دهانه)
کیبل‌چیچ یک دهانه برخوردی در ماه‌ است.

## دهانه‌های اقماری
این دهانه ۳ دهانه اقماری دارد.
| Kibalʹchich | عرض جغرافیایی | طول جغرافیایی | قطر          |
| ----------- | ------------- | ------------- | ------------ |
| Q           | ۰.۷° S        | ۱۴۹.۰° W      | ۲۵.۰ کیلومتر |
| H           | ۲.۰° N        | ۱۴۴.۲° W      | ۴۰.۰ کیلومتر |
| R           | ۰.۶° N        | ۱۵۰.۱° W      | ۲۹.۰ کیلومتر |